# Вичівка (пункт контролю)
51°51′9.2″ пн. ш. 26°17′33.5″ сх. д. / 51.852556° пн. ш. 26.292639° сх. д.
Ви́чівка — пункт пропуску через державний кордон України на кордоні з Білоруссю.
Розташований у Рівненській області, Зарічненський район, поблизу однойменного села. З білоруського боку знаходиться пункт пропуску «Трушино» на дорозі місцевого значення в напрямку Ласицька.
Вид пункту пропуску — автомобільний, пішохідний. Статус пункту пропуску — місцевий (час роботи з 8:00—20:00).
Характер перевезень — пасажирський.
Пункт пропуску «Вичівка» може здійснювати лише радіологічний, митний та прикордонний контроль.